# Cloyes-les-Trois-Rivières
Cloyes-les-Trois-Rivières is sedert 1 januari 2017 een nieuwe gemeente in het departement Eure-et-Loir in de regio Centre-Val de Loire. De gemeente telde 5.601 inwoners op 1 januari 2022.

## Geschiedenis
Cloyes-les-Trois-Rivières is op 1 januari 2016 ontstaan door de fusie van de gemeenten Autheuil, Charray, Cloyes-sur-le-Loir, Douy, La Ferté-Villeneuil, Le Mée, Montigny-le-Gannelon, Romilly-sur-Aigre, Saint-Hilaire-sur-Yerre.

## Geografie
De oppervlakte van Cloyes-les-Trois-Rivières bedraagt 119,19 km², de bevolkingsdichtheid is 47 inwoners per km². De Trois-Rivières in de naam van de gemeente refereert aan de riviertjes Aigre en Yerre en de Loir, waar deze twee binnen de grenzen van de gemeente in uitmonden.
De onderstaande kaart toont de ligging van Cloyes-les-Trois-Rivières met de belangrijkste infrastructuur en aangrenzende gemeenten.

## Afbeeldingen

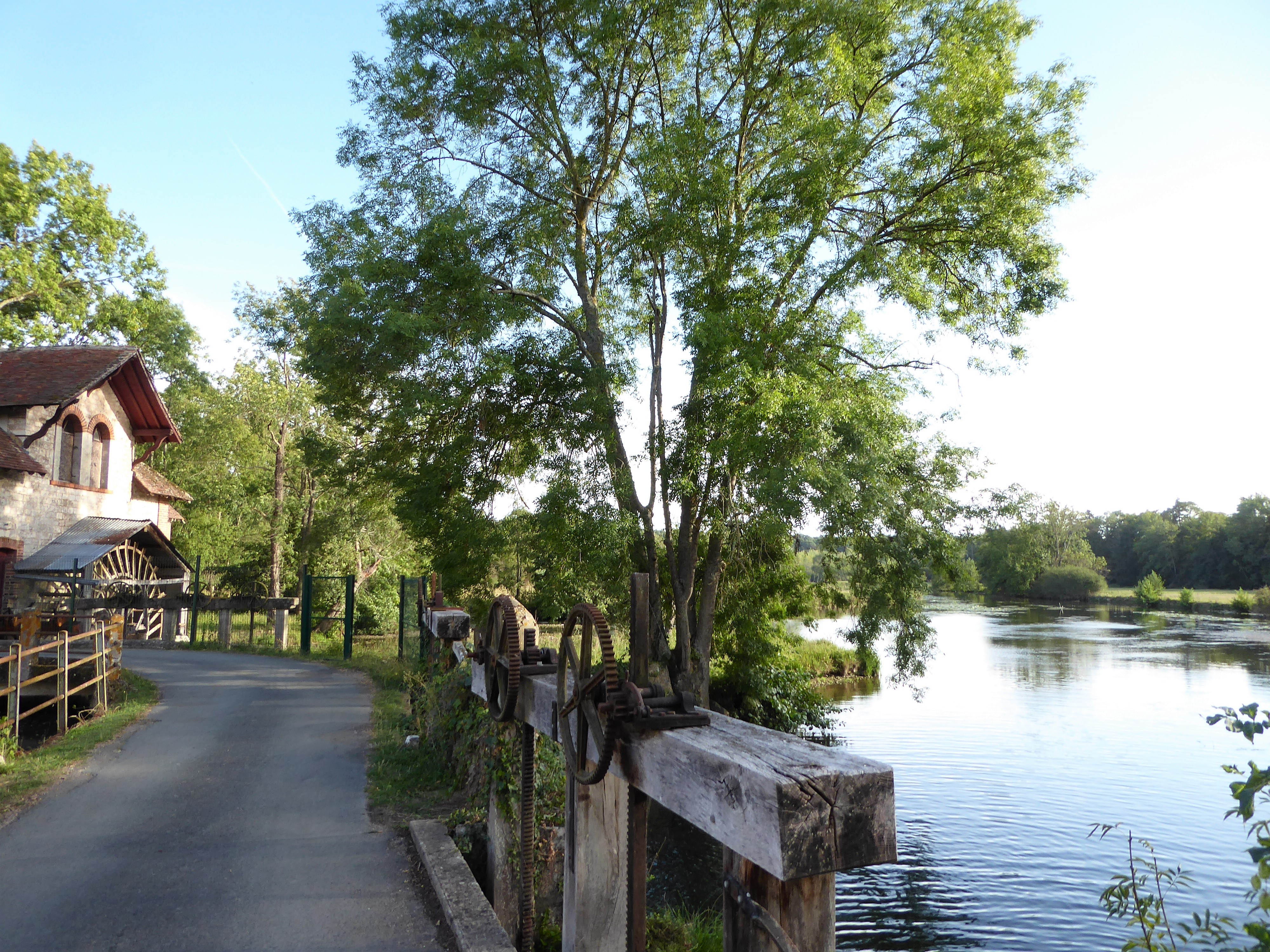
Moulin de Courgain, Douy
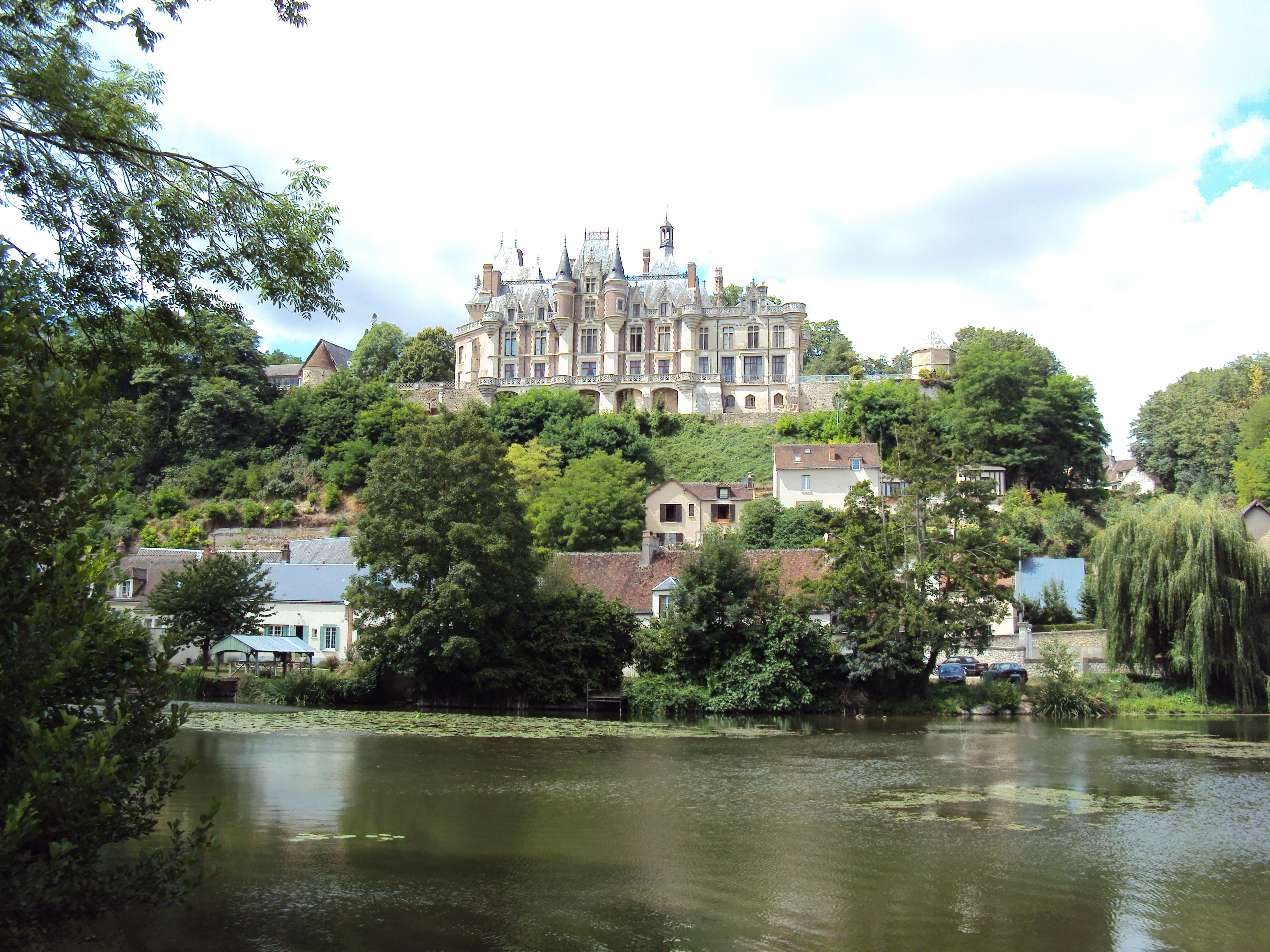
Château de Montigny-le-Gannelon
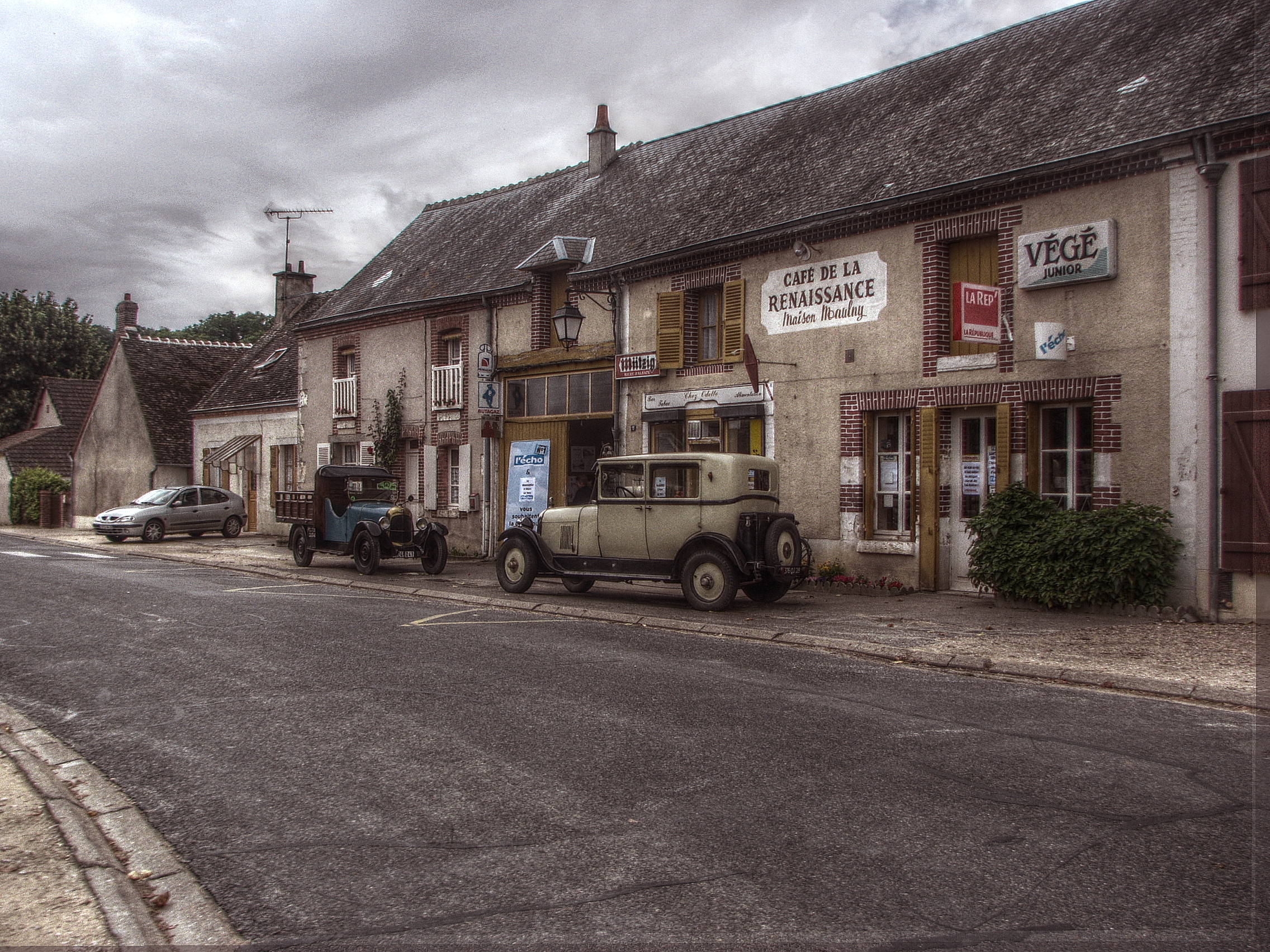
Saint-Hilaire-sur-Yerre, centrum